# Introversion Software
Introversion Software è una software house Britannica che si autodefinisce "The last of the bedroom programmers" ("Gli ultimi programmatori da camera da letto"). È stata fondata nel 2001 da tre amici, Chris Delay, Mark Morris e Thomas Arundel che si sono conosciuti mentre frequentavano l'Imperial College London.
Introversion è una società relativamente piccola, ma l'originale gameplay di alcuni suoi giochi ha permesso il formarsi di una forte comunità.

## Storia
Il loro primo videogioco Uplink è stato sviluppato e progettato esclusivamente da Chris, mentre Mark e Tom si sono occupati del marketing, del supporto logistico e di tutto quello che serve per mettere in vendita un prodotto. Un primo iniziale investimento ha permesso di comprare i CD-R e le cartucce per la stampante, le prime copie del gioco sono state confezionate a mano. La società, appena ha iniziato ad accettare gli ordini, ha potuto rientrare nell'investimento nel giro di qualche ora. Una comunity si è formata intorno alla società e Andy Brainbridge, un nuovo programmatore si è aggiunto alla società, mettendosi a sviluppare i giochi Darwinia e DEFCON.
Quando fu messo in commercio, Darwinia divenne subito un gioco molto noto, e per favorirne la vendita venne diffuso anche attraverso il canale Steam il 14 dicembre 2005. Anche Uplink venne diffuso tramite Steam a partire dall'estate del 2006. Il 29 settembre 2006 la società distribuì il gioco DEFCON, questo spinse gli accessi del sito web della società a nuovi record. Il 19 settembre 2008 la società presentò il gioco Multiwinia, questo gioco segue il precedente Darwinia aggiungendoci una componente multiplayer e un diverso gameplay.

## Andamento finanziario
Il lancio del primo gioco permise alla società di realizzare forti guadagni (per una società di quelle dimensioni). Durante la fiera E3 2002 il gruppo dell'Introversion sperperò 10 000 sterline in una settimana tra auto e motoscafi. Purtroppo la maggior parte dei guadagni (circa il 75%) nel settore dei videogiochi si fa entro sei mesi dal lancio del gioco e quindi la società si trovò rapidamente ad avere scarse entrate ma spese costanti. Durante il natale del 2003 l'editore Strategy First smise di pagare i diritti del videogioco Uplink per il Nord America e dichiarò bancarotta. Nell'estate del 2003 la società era sull'orlo della bancarotta, non avendo più soldi sufficienti per pagare gli stipendi, lo sviluppo del gioco Darwinia continuava a subire ritardi e le scarse entrate del gioco Uplink coprivano a malapena le spese delle infrastrutture internet della società. La società iniziò a fare economie e i soci vendettero tutto quello che non era indispensabile pur di non far fallire l'azienda.
Nel marzo del 2005 venne realizzato Darwinia, che ricevette delle recensioni lusinghiere e inizialmente vendette molto bene, ma rapidamente le vendite calarono ed entro sei mesi sembrava che la società dovesse affrontare nuove difficoltà finanziarie. In quel periodo venne siglato un accordo di distribuzione anche tramite la piattaforma Steam di Valve Software che dal 14 dicembre 2005 iniziò a distribuire i prodotti della società. Questo nuovo mercato portò nella casse della società nuove entrate che migliorarono la situazione finanziaria e permisero alla società di sviluppare il gioco seguente.
Il 15 settembre 2006 venne distribuito il gioco DEFCON spendendo le ultime 1500 sterline per l'accettazione dei preordini. Il gioco ebbe un'accoglienza migliore di quanto sperata dagli stessi sviluppatori e rapidamente permise alla società di accumulare fondi per almeno 12 mesi. La società ha deciso di puntare molto sulla piattaforma di distribuzione digitale Steam, ritenendola molto utile per il successo commerciale dei prodotti Introversion.

## Videogiochi
- Uplink (2001)
- Darwinia (2005)
- DEFCON (2006)
- Multiwinia (2008)
- Subversion (2009)[4][5]
- Prison Architect (2013)